# Route comtale 274 (Suède)
La route comtale 274 (en suédois : Länsväg 274) est une route régionale qui relie Täby et Värmdö dans le comté de Stockholm en Suède,.

## Présentation
La route comtale 274 s'étend entre le carrefour d'Arninge avec la route européenne 18 et l'intersection avec la route comtale 222 à Ålstäket. 
La route passe par Vaxholm, puis par le traversier (Vaxholmsleden) jusqu'à Rindö et par un autre traversier elle travers Oxdjupet (Oxdjupsleden) jusqu'à Värmdö.
La route commence sous le nom de Vaxholmsvägen, au carrefour d'Arninge. 
À la frontière avec la commune de Vaxholm, elle change son nom en Stockholmsvägen, nom qu'elle conserve jusqu'à la ville de Vaxholm. Là, la route sur Kungsgatan et Parkgatan descend jusqu'à Västerhamnsplan. A Rindö, la route s'appelle Rindövägen. À Värmdö, la route s'appelle d'abord Värmdövägen entre le carrefour Stenslätten et Hemmesta.
À partir de là, la route comtale 274 est la Skärgårdsvägen jusqu'à Ålstäket.
Le pont de Vaxholm relie Kullön et Vaxön.

## Tracé
| Km    | Lieu               | Carte interactive |
| ----- | ------------------ | ----------------- |
| 0 km  | Rydbo              |                   |
|       | Vaxholm            |                   |
|       | Ängsvik            |                   |
|       | Oskar-Fredriksborg |                   |
|       | Stenslätten        |                   |
|       | Torsby             |                   |
| 39 km | Mörtnäs            |                   |

## Galerie

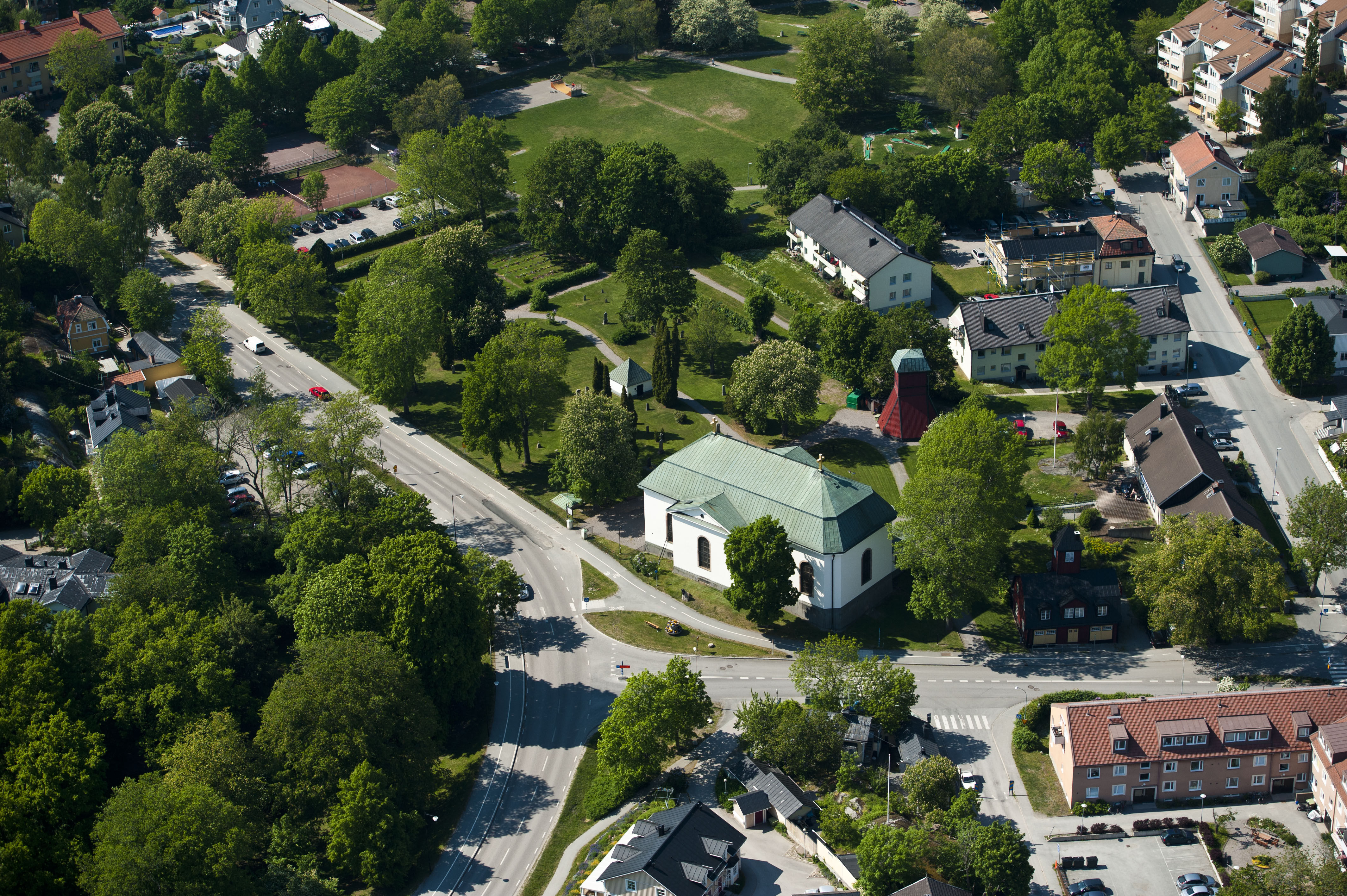
L'église de Vaxholm. La route 274 passe au sud de l'église.
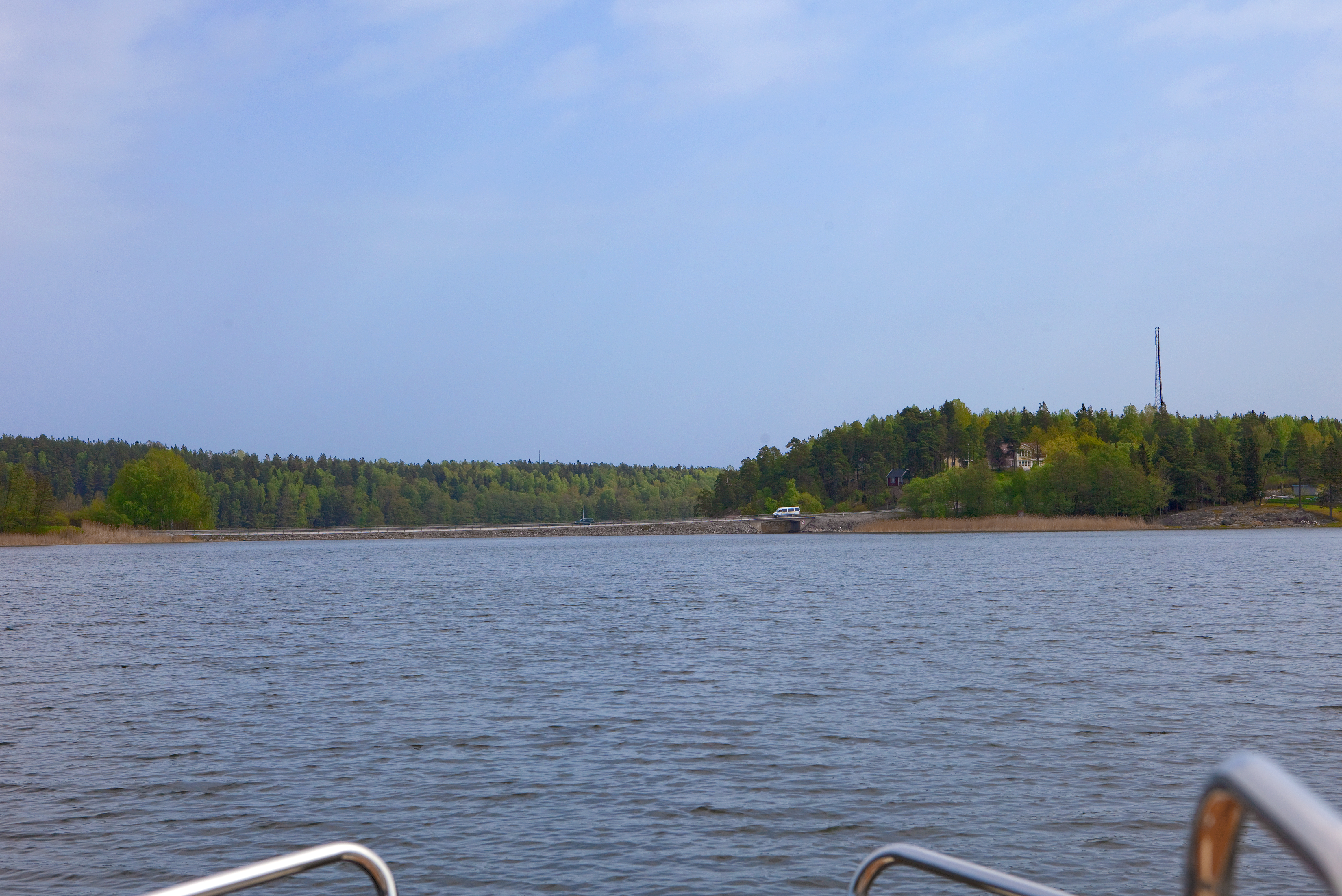
Pont et remblai entre Bullerholmen et Resarö.
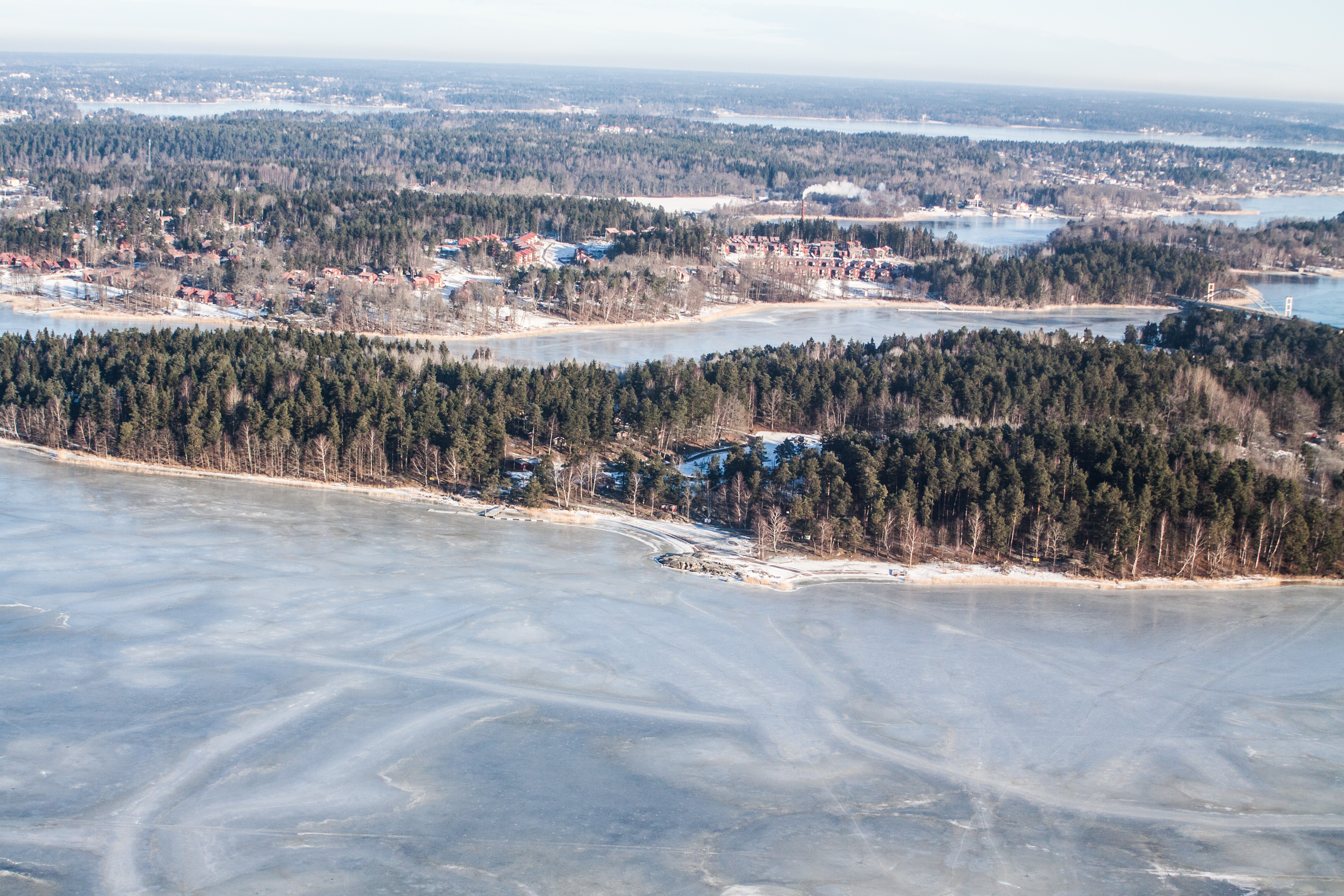
L'extrémité ouest de l'île de Vaxön [3].
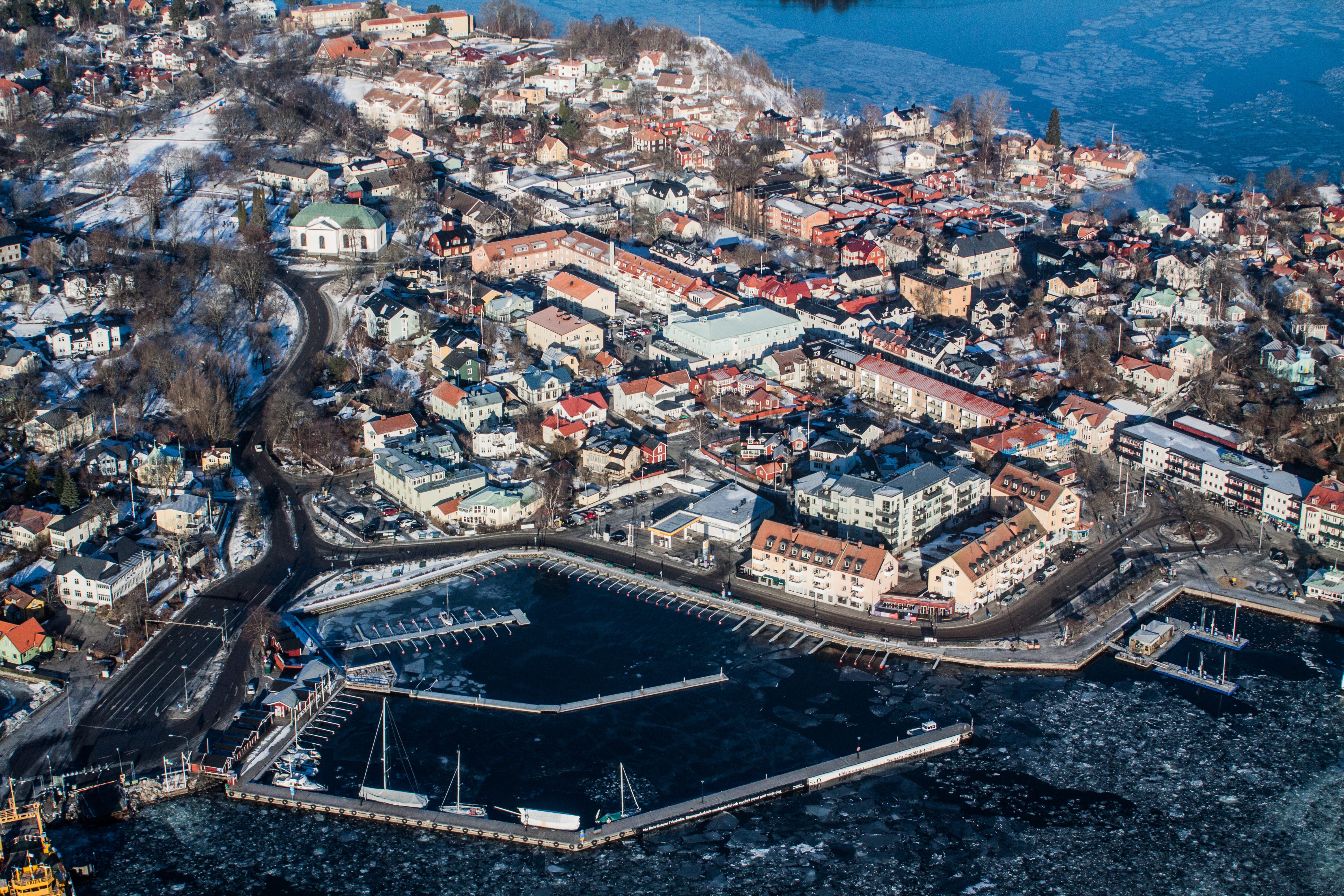
La ville de Vaxholm sur l'île de Vaxön